# Destiny (album Saxon)
Destiny – dziewiąty album studyjny heavymetalowego zespołu Saxon wydany 20 czerwca 1988 roku przez wytwórnię EMI.

## Lista utworów
1. „Ride like the Wind” (cover Christophera Crossa) – 4:29
2. „Where the Lightning Strikes” – 4:18
3. „I Can't Wait Anymore” – 4:24
4. „Calm Before the Storm” – 3:47
5. „S.O.S.” – 6:03
6. „Song for Emma” – 4:46
7. „For Whom the Bell Tolls” – 3:54
8. „We Are Strong” – 3:57
9. „Jericho Siren” – 3:37
10. „Red Alert” – 4:34

## Twórcy
| Saxon w składzie - Biff Byford – wokal - Paul Quinn – gitara - Graham Oliver – gitara - Paul Johnson – gitara basowa - Nigel Durham – perkusja Gościnnie - Steven Lawes-Clifford – instrumenty klawiszowe - Dave Taggart – wokal wspierający - George Lamb – wokal wspierający - Phil Caffrey – wokal wspierający - Steve Mann – wokal wspierający | Personel - Stephan Galfas – producent, miksowanie - Spencer Henderson – inżynier dźwięku - James Allen-Jones – inżynier dźwięku - Ian Taylor – miksowanie - George Marino – mastering - Nigel Thomas – koncept okładki - Nic Tompkin – zdjęcia |